# El Nuevo Herald
El Nuevo Herald es un periódico matutino del Gran Miami publicado por Miami Herald Media Company, que se distribuye en los Estados Unidos y otros países.[cita requerida] Tiene su sede en Doral.
Es propiedad de The McClatchy Company, que también posee otras 31 publicaciones, incluyendo The Miami Herald diario en inglés del cual El Nuevo Herald se originó en 1976.
El Nuevo Herald vende en su edición dominical, 68 781. Un 70 por ciento de esas compras es de suscriptores regulares.

## Historia
El Herald vio la luz en 1976 como un suplemento en español (generalmente de 16 páginas) del diario The Miami Herald. Casi todo su contenido era traducido de la edición original de The Miami Herald en inglés. Durante más de 20 años, era imposible obtener El Nuevo Herald sin comprar también una copia de su hermano mayor. La cercanía al Miami Herald, cuya línea editorial era vista por el nutrido exilio cubano de Miami como hostil y a veces hasta procomunista, fueron a veces problemáticos para el desarrollo del diario.
En noviembre de 1987 se lanzó un rediseño, con más páginas, y se cambió el nombre a El Nuevo Herald. Editorialmente se fue más a la derecha para sintonizar más con el exilio cubano histórico, aunque en 1992 ambos diarios fueron denunciados como “anticubanos” por Jorge Mas Canosa. Mas Canosa, con amplios contactos en círculos políticos norteamericanos, era el dirigente de la Fundación Nacional Cubano Americana, y los artículos del Miami Herald (reproducidos casi siempre en El Nuevo Herald) le parecían demasiado críticos. Mas lanzó la campaña titulada "Yo no creo en el Herald", que quedó empapelada en buena parte de Miami, y donde también se inscribió el vandalismo contra instalaciones del Herald.
Aunque pronto se convirtió en el diario en español más leído en Estados Unidos (en 2000[cita requerida] fue desplazado por La Opinión de Los Ángeles), su redacción era famosa por su política interna. Al periodista Carlos Castañeda le fue ofrecida la dirección del periódico en 1994, pero la rechazó porque según él las divisiones en la redacción eran demasiado grandes: "Miren, este periódico es como el Partido Comunista de Bulgaria", dijo.
En 1995, una disputa interna propulsó la salida de Álvaro Vargas Llosa, director de las páginas editoriales del diario. A finales de ese año, la cadena Knight-Ridder, propietaria en ese entonces de ambos diarios, nombró a Alberto Ibargüen editor de El Nuevo Herald. Ibargüen se convirtió en editor del Miami Herald tres años más tarde, pero empezó un estilo más colorido y sensacionalista, que contrastaba con la seriedad anterior. Además, logró que El Nuevo Herald se vendiera por separado del Miami Herald, y se obtuvieran suscripciones independientes. En 2006, el periódico se vio envuelto en un escándalo cuando se supo que algunos de sus editores trabajaban en paralelo como trabajadores remunerados para Radio y TV Martí, una emisora del gobierno de EE. UU. Este asunto dañó la reputación del periódico siendo visto como propagandista y no un periódico independiente.
En 2007, el corresponsal colombiano del periódico, Gonzalo Guillén, recibió amenazas anónimas después de hacer una investigación crítica sobre las intensas relaciones entre el narcotráfico y Álvaro Uribe; tras ello fue despedido por "no encolumnarse tras la línea editorial" al publicar una nota crítica a Uribe. Luego se fue del país.
En 1998, Carlos Castañeda decidió aceptar el puesto de editor del Nuevo Herald, y  no lo abandonó hasta su muerte en 2002. Durante la dirección de Castañeda, titulares en la primera plana  como "¡Bochorno!" (sobre la persecución de balseros cubanos en una playa de Miami por la Patrulla Fronteriza de EE. UU.)[cita requerida] y "Powell será inflexible con el enemigo" son ejemplos de dicho estilo.
Tras el fallecimiento de Castañeda, Humberto Castelló se hizo cargo del diario.

## Controversias
En julio de 1998, El Nuevo Herald hizo un enorme despliegue con las declaraciones exclusivas de Elizabeth Trujillo Izquierdo. Según el diario, Izquierdo era una doctora testigo de que el gobernante cubano Fidel Castro sufrió un episodio de una grave enfermedad que afecta el cerebro.
La noticia tuvo gran repercusión, pero luego se supo que Trujillo Izquierdo en realidad era solo una secretaria en una fábrica de papel.
Después de 1998, varias organizaciones denunciaron que las traducciones de El Nuevo Herald de los artículos del Miami Herald relacionados con Cuba eran a veces capciosas y selectas, diseñadas para poner al gobierno de Castro en la peor luz posible.
El 8 de septiembre de 2006, The Miami Herald reveló que dos reporteros en nómina (Pablo Alfonso y Wilfredo Cancio Isla) de El Nuevo Herald, recibieron pagos por presentaciones en Radio y Televisión Martí, un ente propiedad del gobierno de Estados Unidos que se dedica a transmitir noticias a Cuba. El artículo además reveló que la columnista (y exdirectora de la sección de Galería y posteriormente del suplemento de espectáculos Viernes) Olga Connor también recibió dinero de Radio y Televisión Martí.
Ambos reporteros fueron despedidos, y la asociación con Connor, que en ese entonces era de una columna cultural como colaboradora, fue rota. Connor manifestó que el diario conocía que era remunerada por Radio y Televisión Martí desde 2002, y en la controversia, la jerarquía de El Nuevo Herald (empezando por Castelló) dio a entender que no estaba de acuerdo con los despidos y que aunque sabía que sus reporteros se presentaban en el ente del gobierno, desconocía que cobraban salarios.
Los despidos abrieron un nuevo debate. Se organizó una campaña para cancelar las suscripciones al diario.
23 días después, el 2 de octubre de 2006, la dirección de The Miami Herald decidió rehabilitar a Alfonso y a Cancio en sus puestos. Connor reinició su columna cultural. La razón expresada fue que "una investigación interna había concluido que hubo una serie de fallas en la aplicación de las reglas de conflictos de intereses en El Nuevo Herald".

## Galardones
En 2002, el Grupo Prisa le otorgó el Premio Ortega y Gasset a la Mejor Labor informativa.